# Dryopteris wuyishanica
Dryopteris wuyishanica är en träjonväxtart som beskrevs av Ren-Chang Ching och P. S. Chiu. Dryopteris wuyishanica ingår i släktet Dryopteris och familjen Dryopteridaceae. Inga underarter finns listade.